# باسور خارجي
الوَرَمُ الدَّمَوِيُّ المُحِيْطُ بالشَّرْج (بالإنجليزية: Perianal hematoma)‏ أو الباسور الخارجي (بالإنجليزية: External hemorrhoid)‏ هو ورم دموي يقع داخل أو على حدود فتحة الشرج.

## الأعراض
يُمكن أن تظهر أعراض الورم الدموي حول الشرج خلال فترة قصيرة من الإصابة. وألم يراوح بين المتوسط والحاد. سيحدث توسع للجلد المحيط وتمزق بسبب الضغط. وهذا الألم يستمر عادةً حتى بعد تخثر الدم، ويمكن أن تستمر لمدة يومين إلى أربعة أيام.

## الأسباب
بسبب ورم دموي حول الشرج يؤدي إلى تمزق الأوردة الصغيرة، التي تستنزف الدم من فتحة الشرج. قد يكون هذا التمزق نتيجة لحركة الأمعاء القوية أو توتر ناجم عن رفع الأحمال الثقيلة، والسعال أو الإجهاد. قد ينتج عنها تشققات، تختفي في غضون ساعات قليلة في أحواض السباحة الساخنة. وقد تُشكل جلطة إن تركت بلا علاج.